# اگوا سانتا دل یونا
اگوا سانتا دل یونا (به لاتین: Agua Santa del Yuna) یک منطقهٔ مسکونی در جمهوری دومینیکن است که در استان دوارته واقع شده‌است.

## خصوصیات
اگوا سانتا دل یونا ۱٬۸۶۵ نفر جمعیت دارد.